# Schäffern
Schäffern osztrák község Stájerország Hartberg-fürstenfeldi járásában. 2017 januárjában 1401 lakosa volt.

## Elhelyezkedése

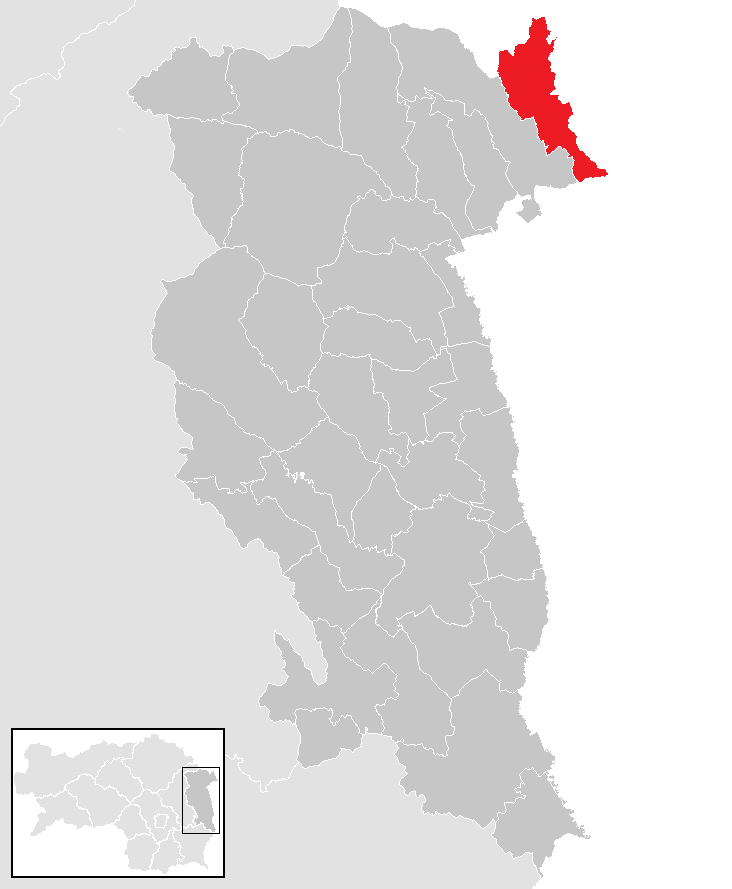
Schäffern a Hartberg-fürstenfeldi járásban

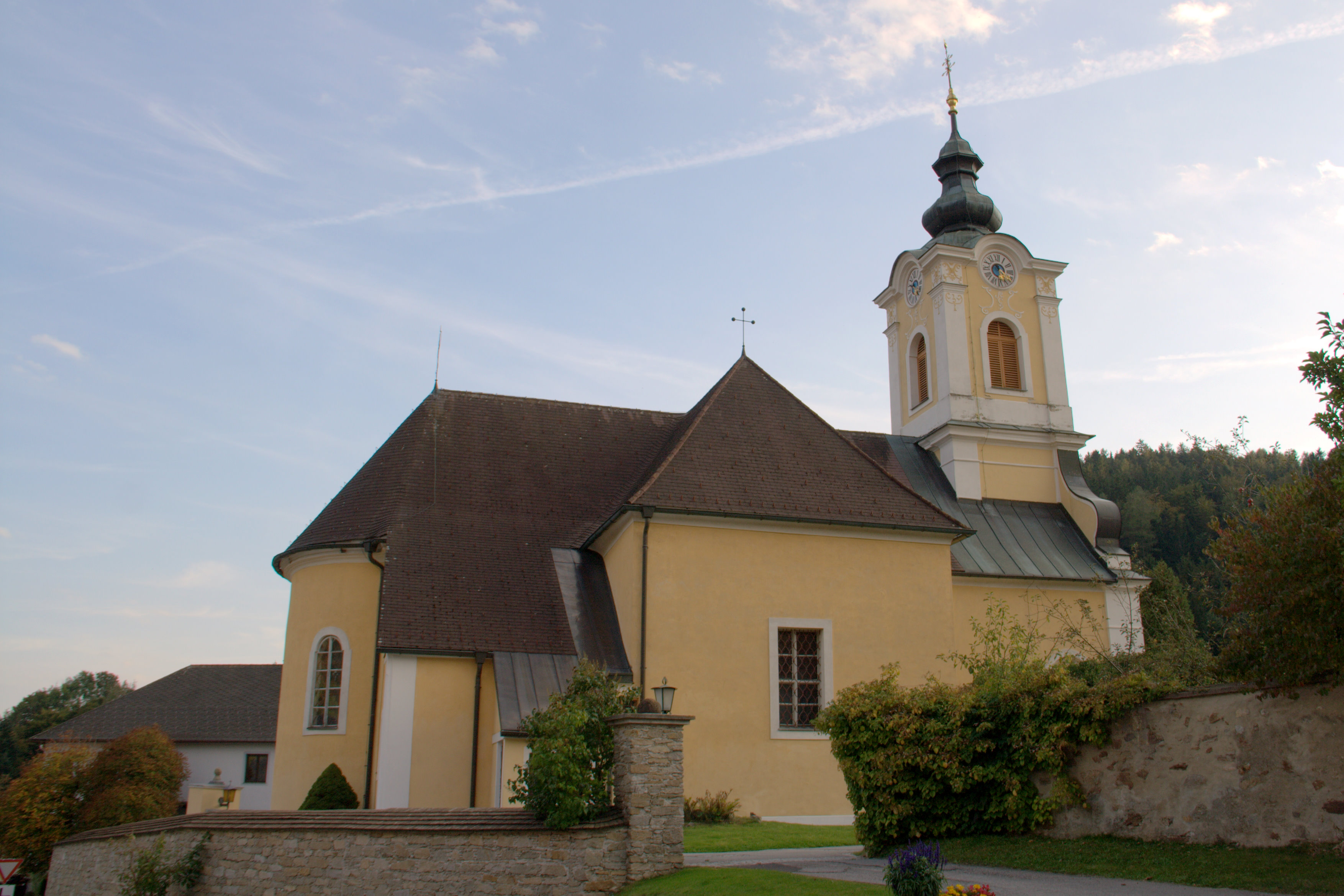
A Szt. Péter és Pál-plébániatemplom

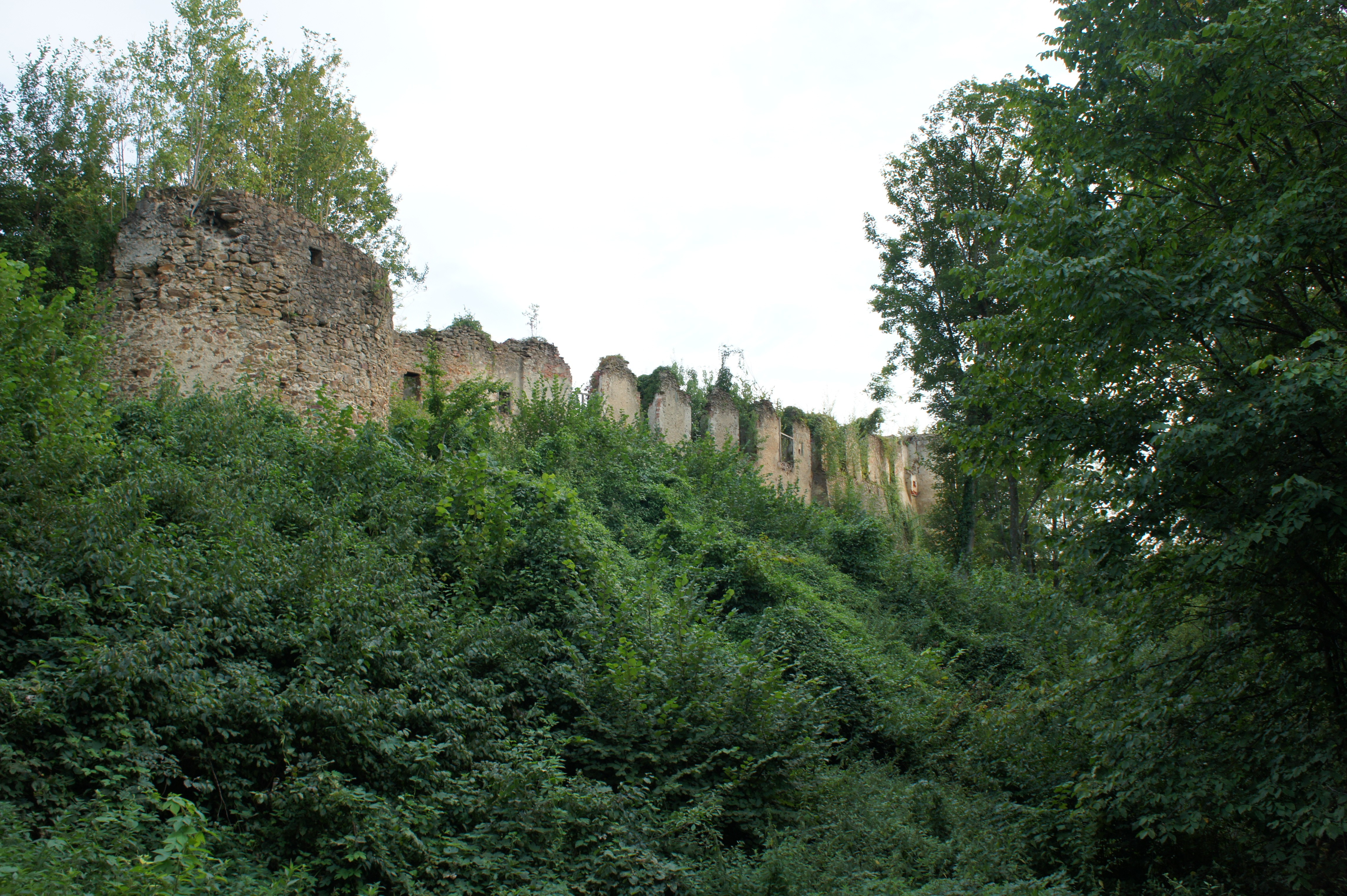
Bärnegg várának romjai

Schäffern a tartomány legkeletibb települése a stájer-alsó-ausztriai-burgenlandi hármashatárnál és mintegy 39 km-re északkeletre található a járási központ Hartbergtől. A Wechsel-hegység lábainál fekszik, tőle keletre Alsó-Ausztriában kezdődik a Bucklige Welt ("Púpvilág") dombsága. Folyóvizei – mint pl. a Zöbernbach – a Rába mellékfolyójába, a Pinkába torkollanak. Legmagasabb pontja a 913 méteres Hartberg. Az önkormányzat 5 katasztrális községben 10 települést egyesít: Anger (96 lakos), Elsenau (333), Götzendorf (135), Guggendorf (156), Haberl (61), Karnegg (83), Knolln (67), Neussing (22), Schäffern (423), Spital (52). 
A környező önkormányzatok: nyugatra Pinggau, északnyugatra Mönichkirchen, északra Zöbern, keletre Hochneukirchen-Gschaidt (utóbbi három Alsó-Ausztriában), délkeletre Felsőlövő, délre Újrétfalu (utóbbi kettő Burgenlandban).

## Története
A mai önkormányzati területét (Spital kivételével, amely a fölöstömi johannitáké volt) az 1163-ban alapított voraui apátság kapta meg, de már 1170-ben átkerült a Schildgraben-nemzetséghez, akik Elsenauban felépítették Bärnegg várát. Amikor a család belekeveredett a III. Frigyes herceg elleni összeesküvésbe, elvesztették a várat és csak a 16. század közepén sikerült visszaszerezniük. 
Elsenaut és Götzendorfot 1316-ban említik először az írott források, a többi falut pedig (beleértve Schäffernt) csak 1521-ben.
A magyar határ mentén fekvő falvak sokat szenvedtek a különböző hadjáratok során. 1532-ben a törökök, 1706-ban Rákóczi kurucai fosztották ki. Ezután – a két világháborúig – békésebb idők következtek. 
1968-ban az addig önálló, két katasztrális községből álló Sparberegget egyesítették Schäffernnel; a következő évben Sparberegg katasztrális község átkerült Pinggauhoz, a másik – Götzendorf – maradt Schäffernnél.

## Lakosság
A schäfferni önkormányzat területén 2017 januárjában 1401 fő élt. A lakosságszám 1991-ben érte el a csúcspontot 1511 fővel, azóta csökkenő tendenciát mutat. 2015-ben a helybeliek 94,3%-a volt osztrák állampolgár; a külföldiek közül 0,1% a régi (2004 előtti), 0,4% az új EU-tagállamokból érkezett. 0,5% a volt Jugoszlávia (Szlovénia és Horvátország nélkül) vagy Törökország, 4,6% egyéb országok polgára. 2001-ben a lakosok 94,2%-a római katolikusnak, 0,2% evangélikusnak, 4,2% muszlimnak, 0,8% pedig felekezet nélkülinek vallotta magát. 

## Látnivalók
- Bärnegg várának romjai
- a Szt. Péter és Pál-plébániatemplom mai formáját 1777-ben nyerte el
- az 1781-ben épült plébánia
- a Szt. Miklós-templom romjai Elsenauban
- a willersdorfi szurdok, benne a hármashatár-kővel és két vízimalom-rommal

## Fordítás
- Ez a szócikk részben vagy egészben  a   Schäffern című német Wikipédia-szócikk ezen változatának fordításán alapul.  Az eredeti cikk szerkesztőit annak laptörténete sorolja fel. Ez a jelzés csupán a megfogalmazás eredetét és a szerzői jogokat jelzi, nem szolgál a cikkben szereplő információk forrásmegjelöléseként.